# Wielka Brytania na Letnich Igrzyskach Olimpijskich 1924
Wielką Brytanię na Letnich Igrzyskach Olimpijskich 1924 reprezentowało 267 zawodników: 239 mężczyzn i 28 kobiet. Był to siódmy start reprezentacji Wielkiej Brytanii na letnich igrzyskach olimpijskich.

## Zdobyte medale
| Medal  | Zawodnik                                                             | Dyscyplina    | Konkurencja                                       | Rezultat                                                                            |
| ------ | -------------------------------------------------------------------- | ------------- | ------------------------------------------------- | ----------------------------------------------------------------------------------- |
| Złoto  | Harry Mallin                                                         | Boks          | waga średnia                                      | w finale pokonał John Elliott                                                       |
| Złoto  | Harold Mitchell                                                      | Boks          | waga półciężka                                    | w finale pokonał reprezentanta Danii Thyge Petersen                                 |
| Złoto  | Harold Abrahams                                                      | Lekkoatletyka | bieg na 100 m mężczyzn                            | 10,6 s                                                                              |
| Złoto  | Eric Liddell                                                         | Lekkoatletyka | bieg na 400 m mężczyzn                            | 47,6 s                                                                              |
| Złoto  | Douglas Lowe                                                         | Lekkoatletyka | bieg na 900 m mężczyzn                            | 1:52,4                                                                              |
| Złoto  | Lucy Morton                                                          | Pływanie      | 200 m stylem klasycznym kobiet                    | 3:33,2                                                                              |
| Złoto  | Cyril Mackworth-Praed, Philip Neame, Herbert Perry, Allen Whitty     | Strzelectwo   | Biegnący jeleń, strzał podwójny, 100 m, drużynowo | 263 pkt                                                                             |
| Złoto  | Jack Beresford                                                       | Wioślarstwo   | jedynki mężczyzn                                  | 7:49,2                                                                              |
| Złoto  | Charles Eley, James MacNabb, Robert Morrison, Terence Sanders        | Wioślarstwo   | czwórka bez sternika                              | 7:08,6                                                                              |
| Srebro | James McKenzie                                                       | Boks          | waga musza                                        | w finale uległ reprezentantowi USA Fidel LaBarba                                    |
| Srebro | John Elliott                                                         | Boks          | waga średnia                                      | w finale uległ Harry Mallin                                                         |
| Srebro | Cyril Alden                                                          | Kolarstwo     | kolarstwo torowe wyścig na 50 km                  |                                                                                     |
| Srebro | Harold Abrahams, Wilfred Nichol, Walter Rangeley, Lancelot Royle     | Lekkoatletyka | Sztafeta 4 × 100 m mężczyzn                       | 41,2 s                                                                              |
| Srebro | Bertram Macdonald, Herbert Johnston, George Webber                   | Lekkoatletyka | bieg drużynowy na 3000 m                          | 14 pkt                                                                              |
| Srebro | Gordon Goodwin                                                       | Lekkoatletyka | chód na 10 km mężvzyzn                            | 48:37,9                                                                             |
| Srebro | Phyllis Harding                                                      | Pływanie      | 100 m stylem grzbietowym kobiet                   | 1:27,4                                                                              |
| Srebro | Florence Barker, Constance Jeans, Grace McKenzie, Iris Tanner        | Pływanie      | sztafeta 4 × 100 metrów dowolnym kobiet           | 5:17,0                                                                              |
| Srebro | Cyril Mackworth-Praed                                                | Strzelectwo   | biegnący jeleń, strzał pojedynczy indywidualnie   | 39 pkt                                                                              |
| Srebro | Cyril Mackworth-Praed                                                | Strzelectwo   | biegnący jeleń, strzał podwójny indywidualnie     | 72 pkt                                                                              |
| Srebro | Gladis Davis                                                         | Szermierka    | floret kobiet                                     |                                                                                     |
| Srebro | Phyllis Covell, Kathleen McKane                                      | Tenis ziemny  | gra podwójna kobiet                               | w finale uległy Amerykankom Hazel Wightman, Helen Wills Moody 0:2                   |
| Srebro | Ernest Roney, Edwin Jacob, Thomas Riggs, Walter Riggs, Gordon Fowler | Żeglarstwo    | klasa 8 metrów                                    |                                                                                     |
| Brąz   | Harry Wyld                                                           | Kolarstwo     | Kolarstwo torowe wyścig na 50 km                  |                                                                                     |
| Brąz   | Eric Liddell                                                         | Lekkoatletyka | bieg na 200 m mężczyzn                            | 21,9 s                                                                              |
| Brąz   | Guy Butler                                                           | Lekkoatletyka | bieg na 400 m mężczyzn                            | 48,6 s                                                                              |
| Brąz   | Henry Stallard                                                       | Lekkoatletyka | bieg na 1500 m mężczyzn                           | 3:55,6                                                                              |
| Brąz   | Edward Toms, George Renwick, Richard Ripley, Guy Butler              | Lekkoatletyka | Sztafeta 4 × 400 m mężczyzn                       | 3:17,4                                                                              |
| Brąz   | Malcolm Nokes                                                        | Lekkoatletyka | rzut młotem mężczyzn                              | 48,875 m                                                                            |
| Brąz   | Gladys Carson                                                        | Pływanie      | 200 m stylem klasycznym kobiet                    | 3:35,4                                                                              |
| Brąz   | Frederick Barrett, Dennis Bingham, Frederick Guest, Kinnear Wise     | Polo          |                                                   |                                                                                     |
| Brąz   | Harold Clarke                                                        | Skoki do wody | skoki proste z wieży                              | 156,0 pkt                                                                           |
| Brąz   | Kathleen McKane                                                      | Tenis ziemny  | gra pojedyncza kobiet                             | w meczu o brązowy medal pokonała Francuzkę Germaine Golding 2:1                     |
| Brąz   | Evelyn Colyer, Dorothy Shepherd-Barron                               | Tenis ziemny  | gra podwójna kobiet                               | w meczu o brązowy medal pokonały Francuzki Marguerite Bilfout, Yvonne Bourgeois 2:0 |
| Brąz   | Archie MacDonald                                                     | Zapasy        | styl wolny waga ciężka                            |                                                                                     |

## Skład kadry

### Boks
| Zawodnik           | Konkurencja     | 1/16              | 1/8                   | Ćwierćfinał         | Półfinał         | Finał            | Finał   |
| Zawodnik           | Konkurencja     | Przeciwnik Wynik  | Przeciwnik Wynik      | Przeciwnik Wynik    | Przeciwnik Wynik | Przeciwnik Wynik | Miejsce |
| ------------------ | --------------- | ----------------- | --------------------- | ------------------- | ---------------- | ---------------- | ------- |
| James McKenzie     | waga musza      | BYE               | Leo Turksma W         | Jock MacGregor W    | Raymond Fee W    | Fidel LaBarba P  | srebro  |
| Ernest Warwick     | waga musza      | Fidel LaBarba P   | NQ                    | NQ                  | NQ               | NQ               | NQ      |
| Alf Barber         | waga kogucia    | BYE               | Arij Smit W           | Jean Ces P          | NQ               | NQ               | NQ      |
| Les Tarrant        | waga kogucia    | BYE               | Salvatore Tripoli P   | NQ                  | NQ               | NQ               | NQ      |
| Harry Dingley      | waga piórkowa   | BYE               | Karel Tuns W          | Jean Devergnies P   | NQ               | NQ               | NQ      |
| Arthur Beavis      | waga piórkowa   | Jean Flammang W   | Pedro Quartucci P     | NQ                  | NQ               | NQ               | NQ      |
| Walter White       | waga lekka      | Alfredo Copello P | NQ                    | NQ                  | NQ               | NQ               | NQ      |
| George Shorter     | waga lekka      | BYE               | Frederick Boylstein P | NQ                  | NQ               | NQ               | NQ      |
| Patrick O’Hanrahan | waga półśrednia | René Dubois W     | Jean Delarge P        | NQ                  | NQ               | NQ               | NQ      |
| Joseph Basham      | waga półśrednia | Patrick Dwyer P   | NQ                    | NQ                  | NQ               | NQ               | NQ      |
| Harry Mallin       | waga średnia    | Trygve Stokstad W | Edouard Siebert W     | Roger Brousse W     | Joseph Beeken W  | John Elliott W   | złoto   |
| John Elliott       | waga średnia    | BYE               | Georges Givel W       | Harry Henning W     | Leslie Black W   | Harry Mallin P   | srebro  |
| Harold Mitchell    | waga półciężka  | BYE               | Robert Foquet W       | Georges Rossignon W | Carlo Saraudi W  | Thyge Petersen W | złoto   |
| John Courtis       | waga półciężka  | BYE               | Michel Maurer W       | Carlo Saraudi P     | NQ               | NQ               | NQ      |
| Cornelis O’Kelly   | waga ciężka     | N/A               | Riccardo Bertazzolo P | NQ                  | NQ               | NQ               | NQ      |
| Arthur Clifton     | waga ciężka     | N/A               | Eddie Eagan W         | Søren Petersen P    | NQ               | NQ               | NQ      |

### Gimnastyka
| Zawodnik | Konkurencja                 | Finał      | Finał   |
| Zawodnik | Konkurencja                 | Wynik      | Miejsce |
| --- | --------------------------- | ---------- | ------- |
| Stanley Leigh | wielobój indywidualnie      | 91,266     | 35.     |
| Harold Brown | wielobój indywidualnie      | 87,059     | 40.     |
| Henry Finchett | wielobój indywidualnie      | 81,710     | 43.     |
| Frank Hawkins | wielobój indywidualnie      | 73,796     | 49.     |
| Thomas Hopkins | wielobój indywidualnie      | 72,350     | 54.     |
| Edward Leigh | wielobój indywidualnie      | 69,200     | 55.     |
| Samuel Humphreys | wielobój indywidualnie      | 64,656     | 64.     |
| Albert Spencer | wielobój indywidualnie      | 64,253     | 65.     |
| Stanley Leigh Harold Brown Henry Finchett Frank Hawkins Thomas Hopkins Edward Leigh Samuel Humphreys Albert Spencer | wielobój drużynowo          | 637,790    | 6.      |
| Thomas Hopkins | skok przez konia wzdłuż     | 9,22       | 16.     |
| Harold Brown | skok przez konia wzdłuż     | 8,92       | 19.     |
| Henry Finchett | skok przez konia wzdłuż     | 8,45       | 22.     |
| Albert Spencer | skok przez konia wzdłuż     | 5,15       | 55.     |
| Stanley Leigh | skok przez konia wzdłuż     | 5,07       | 56.     |
| Samuel Humphreys | skok przez konia wzdłuż     | 4,60       | 59.     |
| Frank Hawkins | skok przez konia wzdłuż     | 3,27       | 63.     |
| Edward Leigh | skok przez konia wzdłuż     | 0,00       | 67.     |
| Stanley Leigh | ćwiczenia na drążku         | 18,350     | 13.     |
| Harold Brown | ćwiczenia na drążku         | 14,206     | 43.     |
| Albert Spencer | ćwiczenia na drążku         | 12,893     | 51.     |
| Henry Finchett | ćwiczenia na drążku         | 12,290     | 54.     |
| Edward Leigh | ćwiczenia na drążku         | 12,120     | 57.     |
| Samuel Humphreys | ćwiczenia na drążku         | 10,933     | 63.     |
| Thomas Hopkins | ćwiczenia na drążku         | 10,840     | 64.     |
| Frank Hawkins | ćwiczenia na drążku         | 9,733      | 68.     |
| Stanley Leigh | ćwiczenia na poręczach      | 20,280     | 23.     |
| Frank Hawkins | ćwiczenia na poręczach      | 18,200     | 49.     |
| Harold Brown | ćwiczenia na poręczach      | 18,200     | 49.     |
| Edward Leigh | ćwiczenia na poręczach      | 17,210     | 53.     |
| Henry Finchett | ćwiczenia na poręczach      | 16,830     | 58.     |
| Thomas Hopkins | ćwiczenia na poręczach      | 16,200     | 61.     |
| Samuel Humphreys | ćwiczenia na poręczach      | 12,360     | 70.     |
| Albert Spencer | ćwiczenia na poręczach      | 11,900     | 71.     |
| Stanley Leigh | skok przez konia wszerz     | 9,41       | 25.     |
| Thomas Hopkins | skok przez konia wszerz     | 9,13       | 31.     |
| Henry Finchett | skok przez konia wszerz     | 9,08       | 33.     |
| Edward Leigh | skok przez konia wszerz     | 8,17       | 54.     |
| Samuel Humphreys | skok przez konia wszerz     | 8,17       | 54.     |
| Frank Hawkins | skok przez konia wszerz     | 7,83       | 59.     |
| Harold Brown | skok przez konia wszerz     | 7,83       | 59.     |
| Albert Spencer | skok przez konia wszerz     | 7,50       | 65.     |
| Stanley Leigh | ćwiczenia na kółkach        | 18,666     | 25.     |
| Edward Leigh | ćwiczenia na kółkach        | 18,500     | 26.     |
| Henry Finchett | ćwiczenia na kółkach        | 17,760     | 33.     |
| Harold Brown | ćwiczenia na kółkach        | 15,533     | 47.     |
| Samuel Humphreys | ćwiczenia na kółkach        | 15,493     | 48.     |
| Frank Hawkins | ćwiczenia na kółkach        | 14,500     | 56.     |
| Thomas Hopkins | ćwiczenia na kółkach        | 13,750     | 57.     |
| Albert Spencer | ćwiczenia na kółkach        | 11,750     | 64.     |
| Stanley Leigh | ćwiczenia na koniu z łękami | 17,490     | 25.     |
| Henry Finchett | ćwiczenia na koniu z łękami | 15,300     | 41.     |
| Harold Brown | ćwiczenia na koniu z łękami | 14,370     | 45.     |
| Albert Spencer | ćwiczenia na koniu z łękami | 14,060     | 46.     |
| Frank Hawkins | ćwiczenia na koniu z łękami | 13,263     | 47.     |
| Edward Leigh | ćwiczenia na koniu z łękami | 13,200     | 48.     |
| Thomas Hopkins | ćwiczenia na koniu z łękami | 11,210     | 53.     |
| Samuel Humphreys | ćwiczenia na koniu z łękami | 11,100     | 54.     |
| Harold Brown | wspinanie po linie          | 8 (9,4 s)  | 24.     |
| Frank Hawkins | wspinanie po linie          | 7 (9,6 s)  | 31.     |
| Samuel Humphreys | wspinanie po linie          | 2 (11,2 s) | 50.     |
| Henry Finchett | wspinanie po linie          | 2 (11,4 s) | 51.     |
| Thomas Hopkins | wspinanie po linie          | 2 (11,4 s) | 51.     |
| Stanley Leigh | wspinanie po linie          | 2 (11,6 s) | 55.     |
| Albert Spencer | wspinanie po linie          | 1 (11,8 s) | 58.     |
| Edward Leigh | wspinanie po linie          | 0 (12,2 s) | 62.     |

### Jeździectwo
| Konkurencja         | Zawodnik                                                       | Koń             | Finał        | Finał   |
| Konkurencja         | Zawodnik                                                       | Koń             | Punkty karne | Miejsce |
| ------------------- | -------------------------------------------------------------- | --------------- | ------------ | ------- |
| Skoki indywidualnie | Philip Bowden-Smith                                            | Billy Boy       | 10,5         | 4.      |
| Skoki indywidualnie | Capel Brunker                                                  | Peter           | 25,5         | 24.     |
| Skoki indywidualnie | Geoffrey Brooke                                                | Daddy Long Legs | 29,75        | 27.     |
| Skoki indywidualnie | Keith Hervey                                                   | Wanton          | DNF          | DNF     |
| Skoki drużynowo     | Philip Bowden-Smith Capel Brunker Geoffrey Brooke Keith Hervey | jak wyżej       | 67,75        | 7.      |

| Konkurencja        | Zawodnik                                                       | Koń        | Ujeżdżenie          | Próba terenowa      | Skoki               | Razem  | Pozycja |
| ------------------ | -------------------------------------------------------------- | ---------- | ------------------- | ------------------- | ------------------- | ------ | ------- |
| WKKW indywidualnie | Edward de Fonblanque                                           | Copper     | 133                 | 1275,5              | 320                 | 1728,5 | 6.      |
| WKKW indywidualnie | Keith Hervey                                                   | Copper Top | 129                 | 985                 | 240                 | 1354   | 19.     |
| WKKW indywidualnie | Alec Tod                                                       | Topsy      | 127                 | 895,0               | -40                 | 982,0  | 22.     |
| WKKW indywidualnie | Philip Bowden-Smith                                            | Gipsy      | 134,5               | 933,5               | -190                | 878,0  | 29.     |
| WKKW drużynowo     | Edward de Fonblanque Keith Hervey Alec Tod Philip Bowden-Smith | jak wyżej  | punktacja jak wyżej | punktacja jak wyżej | punktacja jak wyżej | 4064,5 | 6.      |

### Kolarstwo

#### Kolarstwo szosowe
| Zawodnik                                          | Konkurencja                    | Czas       | Pozycja |
| ------------------------------------------------- | ------------------------------ | ---------- | ------- |
| Andy Wilson                                       | jazda indywidualna na czas (m) | 6:53:52,4  | 22.     |
| Eric Pilcher                                      | jazda indywidualna na czas (m) | 6:54:02,0  | 23.     |
| Dave Marsh                                        | jazda indywidualna na czas (m) | 6:56:52,4  | 24.     |
| Samuel Hunter                                     | jazda indywidualna na czas (m) | 7:16:35,0  | 34.     |
| Andy Wilson Eric Pilcher Dave Marsh Samuel Hunter | jazda drużynowa na czas (m)    | 20:44:46,8 | 7.      |

#### Kolarstwo torowe
| Konkurencja                     | Zawodnik                                                     | Eliminacje                        | Eliminacje | Eliminacje | Repasaże                   | Repasaże | Repasaże | Ćwierćfinał                     | Ćwierćfinał | Ćwierćfinał | Repasaże                                      | Repasaże | Repasaże | Półfinały                      | Półfinały | Półfinały | Finał      | Finał | Finał   | Pozycja |
| Konkurencja                     | Zawodnik                                                     | Przeciwnik                        | Czas       | Miejsce    | Przeciwnik                 | Czas     | Miejsce  | Przeciwnik                      | Czas        | Miejsce     | Przeciwnik                                    | Czas     | Miejsce  | Przeciwnik                     | Czas      | Miejsce   | Przeciwnik | Czas  | Miejsce | Pozycja |
| ------------------------------- | ------------------------------------------------------------ | --------------------------------- | ---------- | ---------- | -------------------------- | -------- | -------- | ------------------------------- | ----------- | ----------- | --------------------------------------------- | -------- | -------- | ------------------------------ | --------- | --------- | ---------- | ----- | ------- | ------- |
| sprint                          | Herbert Fuller                                               | Oscar Guldager                    | 13,8       | 1.         | N/A                        | N/A      | N/A      | Guglielmo Bossi William Coppins | 13,0        | 1.          | N/A                                           | N/A      | N/A      | Lucien Michard Guglielmo Bossi | b.d       | 2.        | NQ         | NQ    | NQ      | NQ      |
| sprint                          | George Owen                                                  | Jean Cugnot Artūrs Zeiberliņš     | b.d        | 2.         | Jan Łazarski Roberts Plūme | b.d      | 1.       | Lucien Michard Oscar Guldager   | b.d         | 3.          | Lucien Mermillod Pierre de Bruyne George Owen | b.d      | 4.       | NQ                             | NQ        | NQ        | NQ         | NQ    | NQ      | NQ      |
| tandemy                         | Frederick Habberfield Thomas Harvey                          | Edmund Hansen, Willy Falck Hansen | b.d        | 2.         | N/A                        | N/A      | N/A      | N/A                             | N/A         | N/A         | N/A                                           | N/A      | N/A      | N/A                            | N/A       | N/A       | NQ         | NQ    | NQ      | NQ      |
| 50 km                           | Cyril Alden                                                  | N/A                               | N/A        | N/A        | N/A                        | N/A      | N/A      | N/A                             | N/A         | N/A         | N/A                                           | N/A      | N/A      | N/A                            | N/A       | N/A       | N/A        | N/A   | b.d     | srebro  |
| 50 km                           | Harry Wyld                                                   | N/A                               | N/A        | N/A        | N/A                        | N/A      | N/A      | N/A                             | N/A         | N/A         | N/A                                           | N/A      | N/A      | N/A                            | N/A       | N/A       | N/A        | N/A   | b.d     | brąz    |
| Wyścig drużynowy na dochodzenie | Frederick Habberfield Thomas Harvey Herbert Lee Jock Stewart | Francja                           | b.d        | 2.         | N/A                        | N/A      | N/A      | NQ                              | NQ          | NQ          | NQ                                            | NQ       | NQ       | NQ                             | NQ        | NQ        | NQ         | NQ    | NQ      | NQ      |

### Lekkoatletyka
Konkurencje biegowe
| Konkurencja                 | Zawodnik                                                             | Eliminacje | Eliminacje | Ćwierćfinał | Ćwierćfinał | Półfinał | Półfinał | Finał     | Finał   |
| Konkurencja                 | Zawodnik                                                             | Wynik      | Miejsce    | Wynik       | Miejsce     | Wynik    | Miejsce  | Wynik     | Miejsce |
| --------------------------- | -------------------------------------------------------------------- | ---------- | ---------- | ----------- | ----------- | -------- | -------- | --------- | ------- |
| 100 m                       | Lancelot Royle                                                       | 11,0       | 1.         | b.d         | 3.          | NQ       | NQ       | NQ        | NQ      |
| 100 m                       | Walter Rangeley                                                      | 11,0       | 1.         | 11,0        | 3.          | NQ       | NQ       | NQ        | NQ      |
| 100 m                       | Wilfred Nichol                                                       | 11,0       | 1.         | 11,0        | 2.          | 11,3     | 4.       | NQ        | NQ      |
| 100 m                       | Harold Abrahams                                                      | 11,0       | 1.         | 10,6        | 1.          | 10,6     | 1.       | 10,6      | złoto   |
| 200 m                       | Eric Liddell                                                         | 22,2       | 1.         | b.d         | 2.          | 21,8     | 2.       | 21,9      | brąz    |
| 200 m                       | Wilfred Nichol                                                       | 22,6       | 1.         | 22,6        | 2.          | 22,4     | 5.       | NQ        | NQ      |
| 200 m                       | Harold Abrahams                                                      | 22,2       | 1.         | 22,0        | 1.          | 21,9     | 3.       | 22,3      | 6.      |
| 200 m                       | Thomas Matthewman                                                    | b.d        | 2.         | b.d         | 4.          | NQ       | NQ       | NQ        | NQ      |
| 400 m                       | Edward Toms                                                          | 49,9       | 2.         | b.d         | 4.          | NQ       | NQ       | NQ        | NQ      |
| 400 m                       | George Renwick                                                       | 50,3       | 2.         | b.d         | 6.          | NQ       | NQ       | NQ        | NQ      |
| 400 m                       | Eric Liddell                                                         | 50,2       | 1.         | 49,3        | 2.          | 48,2     | 1.       | 47,6      | złoto   |
| 400 m                       | Guy Butler                                                           | 50,2       | 1.         | 49,8        | 1.          | 47,9     | 2.       | 48,6      | brąz    |
| 800 m                       | Harry Houghton                                                       | 1:58,4     | 2.         | N/A         | N/A         | 1:57,3   | 2.       | 1:58,0    | 9.      |
| 800 m                       | Edgar Mountain                                                       | b.d        | 3.         | N/A         | N/A         | b.d      | 7.       | NQ        | NQ      |
| 800 m                       | Henry Stallard                                                       | 1:57,8     | 1.         | N/A         | N/A         | 1:54,2   | 1.       | 1:53,0    | 4.      |
| 800 m                       | Douglas Lowe                                                         | 1:58,0     | 1.         | N/A         | N/A         | 1:56,8   | 1.       | 1:52,4    | złoto   |
| 1500 m                      | Douglas Lowe                                                         | N/A        | N/A        | N/A         | N/A         | 4:07,2   | 2.       | 3:57,0    | 4.      |
| 1500 m                      | Sonny Spencer                                                        | N/A        | N/A        | N/A         | N/A         | 4:09,0   | 2.       | 4:03,7    | 11.     |
| 1500 m                      | Henry Stallard                                                       | N/A        | N/A        | N/A         | N/A         | 4:11,8   | 1.       | 3:55,6    | brąz    |
| 1500 m                      | Cyril Ellis                                                          | N/A        | N/A        | N/A         | N/A         | 4:08,1   | 3.       | NQ        | NQ      |
| 5000 m                      | Charles Johnstone                                                    | 15:27,4    | 5.         | N/A         | N/A         | N/A      | N/A      | NQ        | NQ      |
| 5000 m                      | Ralph Starr                                                          | b.d        | 6.         | N/A         | N/A         | N/A      | N/A      | NQ        | NQ      |
| 5000 m                      | Frank Saunders                                                       | 15:37,0    | 4.         | N/A         | N/A         | N/A      | N/A      | 15:54,0   | 10.     |
| 5000 m                      | Charles Clibbon                                                      | 15:35,6    | 4.         | N/A         | N/A         | N/A      | N/A      | 15:29,0   | 6.      |
| 10 000 m                    | Ernest Harper                                                        | N/A        | N/A        | N/A         | N/A         | N/A      | N/A      | 31:58,0   | 5.      |
| 10 000 m                    | Halland Britton                                                      | N/A        | N/A        | N/A         | N/A         | N/A      | N/A      | 32:06,0   | 6.      |
| 10 000 m                    | Charles Clibbon                                                      | N/A        | N/A        | N/A         | N/A         | N/A      | N/A      | b.d       | 14.     |
| 10 000 m                    | Eddie Webster                                                        | N/A        | N/A        | N/A         | N/A         | N/A      | N/A      | DNF       | DNF     |
| 3000 m z przeszkodami       | Evelyn Montague                                                      | N/A        | N/A        | N/A         | N/A         | 9:48,0   | 3.       | 9:8=58,0  | 5.      |
| 3000 m z przeszkodami       | David Cummings                                                       | N/A        | N/A        | N/A         | N/A         | b.d      | 5.       | NQ        | NQ      |
| 3000 m z przeszkodami       | Sidney Newey                                                         | N/A        | N/A        | N/A         | N/A         | b.d      | 3.       | b.d       | 9.      |
| 110 m przez płotki          | Leopold Partridge                                                    | b.d        | 3.         | N/A         | N/A         | NQ       | NQ       | NQ        | NQ      |
| 110 m przez płotki          | Eric Harrison                                                        | b.d        | 2.         | N/A         | N/A         | 15,7     | 4.       | NQ        | NQ      |
| 110 m przez płotki          | Fred Gaby                                                            | 15,6       | 1.         | N/A         | N/A         | 15,7     | 3.       | NQ        | NQ      |
| 110 m przez płotki          | David Burghley                                                       | b.d        | 3.         | N/A         | N/A         | NQ       | NQ       | NQ        | NQ      |
| 400 m przez płotki          | Wilfrid Tatham                                                       | 58,5       | b.d        | N/A         | N/A         | NQ       | NQ       | NQ        | NQ      |
| 400 m przez płotki          | Fred Blackett                                                        | 56,9       | 2.         | N/A         | N/A         | 58,4     | 3.       | DSQ       | DSQ     |
| sztafeta 4 × 100 m mężczyzn | Harold Abrahams Wilfred Nichol Walter Rangeley Lancelot Royle        | 42,0       | 1.         | N/A         | N/A         | 41,8     | 1.       | 41,2      | srebro  |
| sztafeta 4 × 400 m mężczyzn | Edward Toms George Renwick Richard Ripley Guy Butler                 | 3:22,0     | 1.         | N/A         | N/A         | N/A      | N/A      | 3:17,4    | brąz    |
| bieg 3000 m drużynowo       | George Webber Herbert Johnston Bertram Macdonald                     | N/A        | N/A        | N/A         | N/A         | 15       | 2.       | 14        | srebro  |
| maraton                     | Samuel Ferris                                                        | N/A        | N/A        | N/A         | N/A         | N/A      | N/A      | 2:52:26,0 | 5.      |
| maraton                     | Arthur Farrimond                                                     | N/A        | N/A        | N/A         | N/A         | N/A      | N/A      | 3:05:15,0 | 17.     |
| maraton                     | Jack McKenna                                                         | N/A        | N/A        | N/A         | N/A         | N/A      | N/A      | 3:30:40,0 | 27.     |
| maraton                     | Ernest Letherland                                                    | N/A        | N/A        | N/A         | N/A         | N/A      | N/A      | DNF       | DNF     |
| maraton                     | Albert Mills                                                         | N/A        | N/A        | N/A         | N/A         | N/A      | N/A      | DNF       | DNF     |
| maraton                     | Dunky Wright                                                         | N/A        | N/A        | N/A         | N/A         | N/A      | N/A      | DNF       | DNF     |
| chód na 10 km               | Gordon Goodwin                                                       | N/A        | N/A        | N/A         | N/A         | 49:04,0  | 1.       | 48:37,9   | srebro  |
| chód na 10 km               | Ernie Clark                                                          | N/A        | N/A        | N/A         | N/A         | b.d      | 5.       | 49:59,2   | 6.      |
| chód na 10 km               | Gordon Watts                                                         | N/A        | N/A        | N/A         | N/A         | DSQ      | DSQ      | NQ        | NQ      |
| bieg przełajowy             | Ernie Harper                                                         | N/A        | N/A        | N/A         | N/A         | N/A      | N/A      | 35:45,4   | 4.      |
| bieg przełajowy             | Arthur Sewell                                                        | N/A        | N/A        | N/A         | N/A         | N/A      | N/A      | DNF       | DNF     |
| bieg przełajowy             | John Benham                                                          | N/A        | N/A        | N/A         | N/A         | N/A      | N/A      | DNF       | DNF     |
| bieg przełajowy             | Eddie Webster                                                        | N/A        | N/A        | N/A         | N/A         | N/A      | N/A      | DNF       | DNF     |
| bieg przełajowy             | Joseph Williams                                                      | N/A        | N/A        | N/A         | N/A         | N/A      | N/A      | DNF       | DNF     |
| bieg przełajowy drużynowo   | Ernie Harper Arthur Sewell John Benham Eddie Webster Joseph Williams | N/A        | N/A        | N/A         | N/A         | N/A      | N/A      | DNF       | DNF     |

Konkurencje techniczne
| Konkurencja    | Zawodnik                   | Eliminacje | Eliminacje | Finał  | Finał   |
| Konkurencja    | Zawodnik                   | Wynik      | Miejsce    | Wynik  | Miejsce |
| -------------- | -------------------------- | ---------- | ---------- | ------ | ------- |
| skok w dal     | Christopher MacKintosh     | 6,88       | 6.         | 6,92   | 6.      |
| trójskok       | Harold Langley             | 12,74      | 15.        | NQ     | NQ      |
| trójskok       | John Odde                  | 13,40      | 12.        | NQ     | NQ      |
| trójskok       | Jack Higginson             | 13,34      | 13.        | NQ     | NQ      |
| skok wzwyż     | Arthur Willis              | NM         | –          | NQ     | NQ      |
| skok wzwyż     | Crawford Kerr              | NM         | –          | NQ     | NQ      |
| skok wzwyż     | Robert Dickinson           | 1,75       | 15.        | NQ     | NQ      |
| skok o tyczce  | James Campbell             | 3,20       | 15.        | NQ     | NQ      |
| pchnięcie kulą | Charles Beckwith           | 12,48      | 20.        | NQ     | NQ      |
| pchnięcie kulą | Rex Woods                  | 11,77      | 24.        | NQ     | NQ      |
| rzut młotem    | Malcolm Nokes              | 48,875     | 2.         | 48,875 | brąz    |
| rzut oszczepem | Jock Dalrymple             | 46,92      | 24.        | NQ     | NQ      |
| rzut oszczepem | Henri Dauban de Silhouette | 44,70      | 27.        | NQ     | NQ      |

| Zawodnik     | Konkurencje   | Konkurencje                | Wyniki | Punkty   | Miejsce |
| ------------ | ------------- | -------------------------- | ------ | -------- | ------- |
| Donald Slack | pięciobój     | skok w dal                 | 6,43   | 12       | 12.     |
| Donald Slack | pięciobój     | rzut oszczepem             | 34,18  | 28       | 28.     |
| Donald Slack | pięciobój     | Bieg na 200 m              | 23,8   | 8        | 8.      |
| Donald Slack | pięciobój     | rzut dyskiem               | DNS    | DNS      | DNS     |
| Donald Slack | pięciobój     | Bieg na 1500 m             | DNS    | DNS      | DNS     |
| Donald Slack | pięciobój     | Finał                      |        | 48       | 13.     |
| Percy Spark  | pięciobój     | skok w dal                 | 5,29   | 30       | 30.     |
| Percy Spark  | pięciobój     | rzut oszczepem             | 41,19  | 21       | 21.     |
| Percy Spark  | pięciobój     | Bieg na 200 m              | 27,0   | 28       | 28.     |
| Percy Spark  | pięciobój     | rzut dyskiem               | DNS    | DNS      | DNS     |
| Percy Spark  | pięciobój     | Bieg na 1500 m             | DNS    | DNS      | DNS     |
| Percy Spark  | pięciobój     | Finał                      |        | 79       | 27.     |
| Donald Slack | dziesięciobój | bieg 100 m                 | 11,6   | 762,0    | 8.      |
| Donald Slack | dziesięciobój | skok w dal                 | 5,98   | 603,1    | 30.     |
| Donald Slack | dziesięciobój | pchnięcie kulą             | 8,765  | 342,5    | 33.     |
| Donald Slack | dziesięciobój | skok wzwyż                 | 1,65   | 608      | 16.     |
| Donald Slack | dziesięciobój | bieg 400 m                 | 55,2   | 736,80   | 22.     |
| Donald Slack | dziesięciobój | rzut dyskiem               | 24,32  | 206,18   | 23.     |
| Donald Slack | dziesięciobój | bieg na 110 m przez płotki | 17,6   | 753      | 13.     |
| Donald Slack | dziesięciobój | skok o tyczce              | 2,60   | 271,0    | 23.     |
| Donald Slack | dziesięciobój | rzut oszczepem             | 36,11  | 315,525  | 21.     |
| Donald Slack | dziesięciobój | bieg na 1500 m             | 5:11,8 | 550,0    | 16.     |
| Donald Slack | dziesięciobój | Finał                      |        | 5148,105 | 25.     |
| Percy Spark  | dziesięciobój | bieg 100 m                 | 12,8   | 476,4    | 36.     |
| Percy Spark  | dziesięciobój | skok w dal                 | 5,17   | 404,65   | 35.     |
| Percy Spark  | dziesięciobój | pchnięcie kulą             | 10,86  | 552,0    | 16.     |
| Percy Spark  | dziesięciobój | skok wzwyż                 | 1,40   | 258      | 33.     |
| Percy Spark  | dziesięciobój | bieg 400 m                 | 59,0   | 593,92   | 32.     |
| Percy Spark  | dziesięciobój | rzut dyskiem               | 33,085 | 539,25   | 11.     |
| Percy Spark  | dziesięciobój | bieg na 110 m przez płotki | DSQ    | DSQ      | DSQ     |
| Percy Spark  | dziesięciobój | skok o tyczce              | DNS    | DNS      | DNS     |
| Percy Spark  | dziesięciobój | rzut oszczepem             | DNS    | DNS      | DNS     |
| Percy Spark  | dziesięciobój | bieg na 1500 m             | DNS    | DNS      | DNS     |
| Percy Spark  | dziesięciobój | Finał                      |        | DNF      | DNF     |

### Pięciobój nowoczesny
| Zawodnik             | Konkurencja   | Strzelanie | Strzelanie | Strzelanie | Pływanie | Pływanie | Pływanie | Szermierka | Szermierka | Jazda konna | Jazda konna | Jazda konna | Bieg przełajowy | Bieg przełajowy | Bieg przełajowy | Suma punktów | Pozycja |
| Zawodnik             | Konkurencja   | Wynik      | M.         | Punkty     | Czas     | M.       | Punkty   | M.         | Punkty     | Wynik       | M.          | Punkty      | Czas            | M.              | Punkty          | Suma punktów | Pozycja |
| -------------------- | ------------- | ---------- | ---------- | ---------- | -------- | -------- | -------- | ---------- | ---------- | ----------- | ----------- | ----------- | --------------- | --------------- | --------------- | ------------ | ------- |
| David Turquand-Young | indywidualnie | 168        | 10.        | 10         | 5:21,8   | 3.       | 3        | 30.        | 30,5       | –           | –           | 36.         | 13:11,0         | 5.              | 5               | 84,5         | 13.     |
| Frederick Barton     | indywidualnie | 165        | 16.        | 16         | 6:45,0   | 24.      | 24       | 37.        | 37,5       | –           | –           | 36.         | 13:25,0         | 9.              | 9               | 122,5        | 28.     |
| George Vokins        | indywidualnie | 144        | 24.        | 24         | 6:02,8   | 11.      | 11       | 10.        | 10         | 126,5       | 8.          | 8           | 13:35,0         | 11.             | 11,5            | 64,5         | 7.      |
| Brian Horrocks       | indywidualnie | 129        | 35.        | 35         | 6:12,2   | 14.      | 14       | 34.        | 34,5       | 123         | 12.         | 12          | 13:07,0         | 3.              | 3               | 98,5         | 19.     |

### Piłka wodna
- Reprezentacja mężczyzn

| - Harold Annison - John Budd - Charles Bugbee - Richard Hodgson |  | - Arthur Hunt - Paul Radmilovic - Charles Sydney Smith |

Turniej główny

#### 1 Runda
| 13 lipca 1924 | Węgry | 7:6 | Wielka Brytania |  |
| 16:30         |       |     |                 |  |

### Pływanie
Mężczyźni
| Konkurencja        | Zawodnik                                                | Eliminacje | Eliminacje | Półfinał | Półfinał | Finał   | Finał   |
| Konkurencja        | Zawodnik                                                | Czas       | Miejsce    | Czas     | Miejsce  | Czas    | Miejsce |
| ------------------ | ------------------------------------------------------- | ---------- | ---------- | -------- | -------- | ------- | ------- |
| 100 m dowolnym     | Charles Baillee                                         | 1:08,2     | 4.         | NQ       | NQ       | NQ      | NQ      |
| 100 m dowolnym     | Albert Dickin                                           | 1:06,0     | 5.         | NQ       | NQ       | NQ      | NQ      |
| 100 m dowolnym     | Alfred Pycock                                           | 1:05,2     | 2.         | 1:05,0   | 4.       | NQ      | NQ      |
| 400 m dowolnym     | John Hatfield                                           | 5:32,6     | 2.         | 5:30,4   | 3.       | 5:32,0  | 5.      |
| 400 m dowolnym     | Edward Peter                                            | 5:38,6     | 3.         | NQ       | NQ       | NQ      | NQ      |
| 400 m dowolnym     | Harold Annison                                          | 5:32,6     | 2.         | 5:39,4   | 4.       | NQ      | NQ      |
| 1500 m dowolnym    | Harold Annison                                          | 22:38,4    | 1.         | 23:11,8  | 4.       | NQ      | NQ      |
| 1500 m dowolnym    | John Taylor                                             | 23:16,6    | 2.         | 23:13,8  | 6.       | NQ      | NQ      |
| 1500 m dowolnym    | John Hatfield                                           | 22:26,8    | 2.         | 21:53,4  | 3.       | 21:55,6 | 4.      |
| 100 m grzbietowym  | James Worthington                                       | 1:23,2     | 3.         | 1:24,2   | 4.       | NQ      | NQ      |
| 100 m grzbietowym  | John McDowall                                           | 1:21,8     | 2.         | 1:22,0   | 5.       | NQ      | NQ      |
| 100 m grzbietowym  | Austin Rawlinson                                        | 1:18,8     | 1.         | 1:19,2   | 2.       | 1:20,0  | 5.      |
| 200 m klasycznym   | William Stoney                                          | 3:10,3     | 5.         | NQ       | NQ       | NQ      | NQ      |
| 200 m klasycznym   | Edward Maw                                              | 3:07,0     | 2.         | 3:07,0   | 4.       | NQ      | NQ      |
| 200 m klasycznym   | Reginald Flint                                          | 3:05,2     | 1.         | 3:06,8   | 5.       | NQ      | NQ      |
| 4 × 200 m dowolnym | Harold Annison Albert Dickin Edward Peter Leslie Savage | 10:52,4    | 2.         | 10:31,2  | 2.       | 10:19,4 | 5.      |

Kobiety
| Konkurencja        | Zawodnik                                                   | Eliminacje | Eliminacje | Półfinał | Półfinał | Finał  | Finał   |
| Konkurencja        | Zawodnik                                                   | Czas       | Miejsce    | Czas     | Miejsce  | Czas   | Miejsce |
| ------------------ | ---------------------------------------------------------- | ---------- | ---------- | -------- | -------- | ------ | ------- |
| 100 m dowolnym     | Iris Tanner                                                | 1:22,4     | 2.         | 1:18,6   | 3.       | 1:20,8 | 5.      |
| 100 m dowolnym     | Florence Barker                                            | 1:20,8     | 2.         | 1:21,4   | 5.       | NQ     | NQ      |
| 100 m dowolnym     | Constance Jeans                                            | 1:16,0     | 1.         | 1:16,6   | 2.       | 1:15,4 | 4.      |
| 400 m dowolnym     | Doris Molesworth                                           | 6:28,6     | 2.         | 6:19,8   | 2.       | 6:25,4 | 4.      |
| 400 m dowolnym     | Constance Jeans                                            | 6:34,6     | 2.         | 6:37,8   | 4.       | NQ     | NQ      |
| 400 m dowolnym     | Iris Tanner                                                | 6:35,4     | 2.         | 6:34,0   | 3.       | NQ     | NQ      |
| 100 m grzbietowym  | Phyllis Harding                                            | 1:29,4     | 2.         | N/A      | N/A      | 1:27,4 | srebro  |
| 100 m grzbietowym  | Ellen King                                                 | 1:38,2     | 4.         | N/A      | N/A      | NQ     | NQ      |
| 100 m grzbietowym  | Helen Boyle                                                | 1:43,0     | 3.         | N/A      | N/A      | NQ     | NQ      |
| 200 m klasycznym   | Irene Gilbert                                              | N/A        | N/A        | 3:32,8   | 2.       | 3:38,0 | 5.      |
| 200 m klasycznym   | Lucy Morton                                                | N/A        | N/A        | 3:29,4   | 1.       | 3:33,2 | złoto   |
| 200 m klasycznym   | Gladys Carson                                              | N/A        | N/A        | 3:30,0   | 1.       | 3:35,4 | brąz    |
| 4 × 100 m dowolnym | Florence Barker Constance Jeans Grace McKenzie Iris Tanner | N/A        | N/A        | N/A      | N/A      | 5:17,0 | srebro  |

### Podnoszenie ciężarów
| Konkurencja   | Zawodnik             | Wyciskanie jednorącz | Podrzut jednorącz | Rwanie  | Wyciskanie oburącz | Podrzut oburącz | Łącznie  | Pozycja |
| ------------- | -------------------- | -------------------- | ----------------- | ------- | ------------------ | --------------- | -------- | ------- |
| waga piórkowa | Alfred Baxter        | 55 kg                | 65 kg             | 70 kg   | 75 kg              | 105 kg          | 370 kg   | 7.      |
| waga piórkowa | Augustus Cummins     | 55 kg                | 65 kg             | 62,5 kg | 67,5 kg            | 87,5 kg         | 337,5 kg | 16.     |
| waga piórkowa | Thomas Taylor        | 50 kg                | 55 kg             | 57,5 kg | 65 kg              | 90 kg           | 317,5 kg | 17.     |
| waga lekka    | William Wyatt        | 55 kg                | 65 kg             | 65 kg   | 72,5 kg            | 95 kg           | 352,5 kg | 17.     |
| waga lekka    | John Tooley          | 50 kg                | 65 kg             | 65 kg   | 70 kg              | 95 kg           | 345 kg   | 19.     |
| waga lekka    | William Randall      | 50 kg                | 60 kg             | 67,5 kg | 65 kg              | 90 kg           | 332,5 kg | 20.     |
| waga średnia  | Charles Attenborough | 65 kg                | 65 kg             | 80 kg   | 75 kg              | 102,5 kg        | 387,5 kg | 17.     |
| waga średnia  | John Austin          | 55 kg                | 70 kg             | 60 kg   | 75 kg              | 100 kg          | 360 kg   | 22.     |
| waga średnia  | Robert Lowes         | 50 kg                | 65 kg             | 70 kg   | 70 kg              | 95 kg           | 350 kg   | 22.     |
| waga ciężka   | Harold Wood          | 60 kg                | 75 kg             | 82,5 kg | 90 kg              | 110 kg          | 417,5 kg | 17.     |

### Polo
| - Frederick Barrett - Dennis Bingham - Frederick Guest - Kinnear Wise |

#### Wyniki
- Wielka Brytania –  Francja 2:10

- Wielka Brytania –  Francja 16:2

- Wielka Brytania –  Hiszpania 10:3

- Argentyna –  Wielka Brytania 9:5

Drużyna Wielkiej Brytanii zdobyła brązowy medal.

### Skoki do wody
Mężczyźni
| Konkurencja              | Zawodnik          | Eliminacje | Eliminacje | Finał | Finał   |
| Konkurencja              | Zawodnik          | Wynik      | Pozycja    | Wynik | Pozycja |
| ------------------------ | ----------------- | ---------- | ---------- | ----- | ------- |
| wieża 10 m               | Eric MacDonald    | 345,5      | 5.         | NQ    | NQ      |
| wieża 10 m               | Albert Knight     | 394,5      | 4.         | NQ    | NQ      |
| trampolina 3m            | Eric MacDonald    | 433,2      | 6.         | NQ    | NQ      |
| trampolina 3m            | Gregory Matveieff | 414,1      | 4.         | NQ    | NQ      |
| skoki standard i dowolne | Albert Dickin     | 141        | 6.         | NQ    | NQ      |
| skoki standard i dowolne | Albert Knight     | 156        | 3.         | 137   | 7.      |
| skoki standard i dowolne | Harold Clarke     | 162        | 1.         | 158   | brąz    |

Kobiety
| Konkurencja   | Zawodnik           | Eliminacje | Eliminacje | Finał | Finał   |
| Konkurencja   | Zawodnik           | Wynik      | Pozycja    | Wynik | Pozycja |
| ------------- | ------------------ | ---------- | ---------- | ----- | ------- |
| wieża 10 m    | Verrall Newman     | 154        | 4.         | NQ    | NQ      |
| wieża 10 m    | Beatrice Armstrong | 141        | 6.         | NQ    | NQ      |
| wieża 10 m    | Isabelle White     | 150        | 2.         | 140   | 6.      |
| trampolina 3m | Catherine O’Bryen  | 258,8      | 7.         | NQ    | NQ      |
| trampolina 3m | Amelia Hudson      | 345,2      | 5.         | NQ    | NQ      |
| trampolina 3m | Gladys Luscombe    | 244,0      | 8.         | NQ    | NQ      |

### Strzelectwo
| Konkurencja                                   | Zawodnik                                                                                   | Finał | Finał   |
| Konkurencja                                   | Zawodnik                                                                                   | Wynik | Pozycja |
| --------------------------------------------- | ------------------------------------------------------------------------------------------ | ----- | ------- |
| pistolet szybkostrzelny 25 m                  | Charles Bounton                                                                            | 17    | 9.      |
| pistolet szybkostrzelny 25 m                  | Charles Mackie                                                                             | 16    | 21.     |
| pistolet szybkostrzelny 25 m                  | Peter Griffiths                                                                            | 13    | 40.     |
| karabin małokalibrowy 50 m                    | David Lewis                                                                                | 371   | 49.     |
| karabin małokalibrowy 50 m                    | William Artis                                                                              | 369   | 52.     |
| karabin małokalibrowy 50 m                    | Frederick Bracegirdle                                                                      | 367   | 55.     |
| karabin małokalibrowy 50 m                    | Frederick Bracegirdle                                                                      | 365   | 57.     |
| karabin wojskowy 600 m leżąc                  | Alexander Martin                                                                           | 87    | 9.      |
| karabin wojskowy 600 m leżąc                  | Thomas Northcote                                                                           | 82    | 54.     |
| karabin wojskowy 600 m leżąc                  | Harry Douglas                                                                              | 80    | 34.     |
| runda pojedyncza – sylwetka jelenia           | Cyril Mackworth-Praed                                                                      | 39    | srebro  |
| runda pojedyncza – sylwetka jelenia           | John Faunthorpe                                                                            | 31    | 21.     |
| runda pojedyncza – sylwetka jelenia           | Ted Ranken                                                                                 | 30    | 22.     |
| runda pojedyncza – sylwetka jelenia           | Alexander Rogers                                                                           | 26    | 26.     |
| runda podwójna – sylwetka jelenia             | Cyril Mackworth-Praed                                                                      | 72    | srebro  |
| runda podwójna – sylwetka jelenia             | Herbert Perry                                                                              | 59    | 13.     |
| runda podwójna – sylwetka jelenia             | Allen Whitty                                                                               | 56    | 18.     |
| runda podwójna – sylwetka jelenia             | Ted Ranken                                                                                 | 51    | 22.     |
| runda pojedyncza – sylwetka jelenia drużynowo | Cyril Mackworth-Praed Alexander Rogers John Faunthorpe John O’Leary                        | 136   | 4.      |
| runda podwójna – sylwetka jelenia drużynowo   | Cyril Mackworth-Praed Allen Whitty Herbert Perry Philip Neame                              | 263   | złoto   |
| trap indywidualnie                            | Enoch Jenkins                                                                              | 94    | 11.     |
| trap indywidualnie                            | John O’Leary                                                                               | 89    | 24.     |
| trap indywidualnie                            | Cyril Mackworth-Praed                                                                      | b.d   | b.d     |
| trap drużynowo                                | John O’Leary Enoch Jenkins Herbert Larsen Cyril Mackworth-Praed G.R. Neal William Grosenor | 328   | 8.      |

### Szermierka
| Konkurencja          | Zawodnik                                                                                      | 1 runda | 1 runda | 2 runda                                                                           | 2 runda | Ćwierćfinał | Ćwierćfinał | Półfinały | Półfinały | Finał      | Finał | Pozycja |
| Konkurencja          | Zawodnik                                                                                      | Przeciwnik | Wynik   | Przeciwnik                                                                        | Wynik   | Przeciwnik | Wynik       | Przeciwnik | Wynik     | Przeciwnik | Wynik | Pozycja |
| -------------------- | --------------------------------------------------------------------------------------------- | --- | ------- | --------------------------------------------------------------------------------- | ------- | --- | ----------- | --- | --------- | ---------- | ----- | ------- |
| szpada indywidualnie | Charles Biscoe                                                                                | George Breed Charles Delporte Virgilio Mantegazza Carl Gripenstedt Krikor Agathon Domingo Mendy Constantin Antoniades Josef Jungmann Miguel Zabalza |         | N/A                                                                               | N/A     | Georges Buchard Eugene Empeyta Nils Hellsten Virgilio Mantegazza Ernest Gevers Joseph Misrahi Sigurd Akre Pieter von Boven Wenceslao Paunero                            |             | Virgilio Mantegazza Georges Buchard Armand Massard Ernest Gevers Peter Ryefelt Allan Milner Paul Anspach Eugene Empeyta Ramón Fonst Domingo García Carl Gripenstedt |           | NQ         | NQ    | NQ      |
| szpada indywidualnie | Robert Frater                                                                                 | Roger Ducret Paul Anspach Pedro Nazar Frédéric Fitting Teodoros Fustanos Conrado Rolando Eduardo Alonso Josef Javůrek                               |         | N/A                                                                               | N/A     | Frédéric Fitting Renzo Compagna Trifon Triandafilakos Mário de Noronha Allan Milner Armand Massard Willem van Blijenburgh Conrado Rolando Paul Anspach Bror Lagercrantz |             | NQ | NQ        | NQ         | NQ    | NQ      |
| szpada indywidualnie | Martin Holt                                                                                   | Armand Massard Allan Milner Eugène Empeyta Ivan Osiier Luis Lucchetti Ramíro Mañalich Salvador Quesada Santos Ferreira                              |         | N/A                                                                               | N/A     | George Calnan Domingo Garcia Raoul Heide Luis Lucchetti Ivan Osiier Roger Ducret Gustaf Lindblom Krikor Agathon Frederico Paredes Charles Delporte                      |             | NQ | NQ        | NQ         | NQ    | NQ      |
| szpada indywidualnie | Robert Montgomerie                                                                            | Sigurd Akre Rui Mayer Willem van Blijenburgh Wenceslao Paunero Gaston Cornereau Arthur Lyon Peter Ryefelt Jan Tille                                 |         | N/A                                                                               | N/A     | NQ | NQ          | NQ | NQ        | NQ         | NQ    | NQ      |
| szpada drużynowo     | Charles Biscoe Archibald Craig Robert Frater Martin Holt Robert Montgomerie Charles Notley    | Belgia · Argentyna | W       | N/A                                                                               | N/A     | Portugalia · Hiszpania · Kuba | P           | NQ | NQ        | NQ         | NQ    | NQ      |
| floret indywidualnie | Robert Montgomerie                                                                            | Frédéric Fitting Harold Bloomer Ernst Huber | P W     | George Calnan Roger Ducret Horacio Casco Diego Díez John Albaret                  | W P W   | Juan Delgado Kurt Ettinger Jacques Coutrot Maurice Van Damme Gil de Andrade                                                                                             | P W         | NQ | NQ        | NQ         | NQ    | NQ      |
| floret indywidualnie | Frederick Sherriff                                                                            | Jacques Coutrot Burke Boyce Sigurd Akre Gilberto Tellechea                                                                                          | P W     | Roberto Larraz Jacques Coutrot Balthasar De Beukelaer Johan Falkenberg Paul Kunze | P       | NQ | NQ          | NQ | NQ        | NQ         | NQ    | NQ      |
| floret indywidualnie | Philip Doyne                                                                                  | Philippe Cattiau Diego Díez Zoltán Schenker František Dvořák                                                                                        | P W     | Charles Crahay Juan Delgado Manuel Queiróz Édouard Fitting Alois Gottfried        | P W     | NQ | NQ          | NQ | NQ        | NQ         | NQ    | NQ      |
| floret indywidualnie | Edgar Seligman                                                                                | George Calnan Adrianus de Jong Erik Sjøqvist Félix de Pomés                                                                                         | W       | Ivan Osiier Kurt Ettinger Frédéric Fitting Adrianus de Jong Santiago García       | W       | Roger Ducret George Calnan Ivan Osiier Charles Crahay Manuel Queiróz | W P W       | Philippe Cattiau Jacques Coutrot Balthasar De Beukelaer George Calnan Frithjof Lorentzen                                                                            | P W       | DNS        | DNS   | DNS     |
| floret drużynowo     | Philip Doyne Robert Montgomerie Edgar Seligman Frederick Sherriff Roland Willoughby           | Włochy |         | N/A                                                                               | N/A     | Belgia · Argentyna | P           | NQ | NQ        | NQ         | NQ    | NQ      |
| szabla indywidualnie | Cecil Kershaw                                                                                 | N/A | N/A     | N/A                                                                               | N/A     | Héctor Belo Sándor Pósta Georges Conraux Raúl Sola Charles Acke Jens Berthelsen                                                                                         | W P W       | NQ | NQ        | NQ         | NQ    | NQ      |
| szabla indywidualnie | Robin Dalglish                                                                                | N/A | N/A     | N/A                                                                               | N/A     | Roger Ducret Ivan Osiier Zoltán Schenker Jan van der Wiel Chauncey McPherson Manuel Toledo                                                                              | P W P W     | Roger Ducret Marcello Bertinetti Zoltán Schenker Adrianus de Jong Raúl Sola Omer Berck Domingo Mendy Laurence Castner                                               | P W P W   | NQ         | NQ    | NQ      |
| szabla indywidualnie | Edgar Seligman                                                                                | N/A | N/A     | N/A                                                                               | N/A     | Oreste Puliti Robert Feyerick Domingo Mendy Arturo Ponce Julio González                                                                                                 | P W         | DNF | DNF       | DNF        | DNF   | DNF     |
| szabla indywidualnie | Archibald Corble                                                                              | N/A | N/A     | N/A                                                                               | N/A     | Giulio Sarrocchi Ödön Tersztyánszky Marc Perrodon Carmelo Merlo Arthur Lyon Fernando Guillén Joanis Jeorjadis                                                           | P W         | NQ | NQ        | NQ         | NQ    | NQ      |
| szabla drużynowo     | Edward Brookfield Archibald Corble Robin Dalglish William Hammond Cecil Kershaw William Marsh | Węgry · Dania | p P     | N/A                                                                               | N/A     | NQ | NQ          | NQ | NQ        | NQ         | NQ    | NQ      |

Kobiety
| Konkurencja          | Zawodnik       | Ćwierćfinał                                                                                | Ćwierćfinał | Półfinały                                                             | Półfinały | Finał                                                                  | Finał | Pozycja |
| Konkurencja          | Zawodnik       | Przeciwnik                                                                                 | Wynik       | Przeciwnik                                                            | Wynik     | Przeciwnik                                                             | Wynik | Pozycja |
| -------------------- | -------------- | ------------------------------------------------------------------------------------------ | ----------- | --------------------------------------------------------------------- | --------- | ---------------------------------------------------------------------- | ----- | ------- |
| floret indywidualnie | Gladys Davies  | E. Fitting Elsa Hellquist Ellen Osiier Johanna Stokhuyzen-de Jong Yvonne Conte Irma Hopper | 'W P 'W P   | Grete Heckscher Gizella Tary Lucienne Prost E. Fitting Ellen Hamilton | W         | Ellen Osiier Grete Heckscher Muriel Freeman Yutta Barding Gizella Tary | P W   | srebro  |
| floret indywidualnie | Muriel Freeman | Lucienne Prost Judith Morgenthaler Hanna Olsen Ingeborg Buhl Adriana Admiraal-Meijerink    | W P W       | Ellen Osiier Gladys Daniell Yutta Barding Hanna Olsen Fernande Tassy  | P W       | Ellen Osiier Gladys Davies Grete Heckscher Yutta Barding Gizella Tary  | P W   | .       |
| floret indywidualnie | Gladys Daniell | Ellen Hamilton Yutta Barding Michele Bory Johanna de Boer Wanda Dubieńska                  | W           | Ellen Osiier Muriel Freeman Yutta Barding Hanna Olsen Fernande Tassy  | P W       | NQ                                                                     | NQ    | NQ      |
| floret indywidualnie | Alice Walker   | Grete Heckscher Fernande Tassy Gizella Tary Adelaide Gehrig S. Bonnard                     | P W         | NQ                                                                    | NQ        | NQ                                                                     | NQ    | NQ      |

### Tenis ziemny
| Konkurencja | Zawodnik                              | 1 runda                                             | 2 runda                                                | 3 runda                                     | 4 runda                                      | Ćwierćfinały                                     | Półfinały                                              | Finał                                               | Miejsce |
| Konkurencja | Zawodnik                              | Przeciwnik Wynik                                    | Przeciwnik Wynik                                       | Przeciwnik Wynik                            | Przeciwnik Wynik                             | Przeciwnik Wynik                                 | Przeciwnik Wynik                                       | Przeciwnik Wynik                                    | Miejsce |
| ----------- | ------------------------------------- | --------------------------------------------------- | ------------------------------------------------------ | ------------------------------------------- | -------------------------------------------- | ------------------------------------------------ | ------------------------------------------------------ | --------------------------------------------------- | ------- |
| Singiel (m) | Patrick Wheatley                      | BYE                                                 | Masanosuke Fukuda P 0:3 (2:6,4:6,3:6)                  | NQ                                          | NQ                                           | NQ                                               | NQ                                                     | NQ                                                  | NQ      |
| Singiel (m) | Algernon Kingscote                    | Friedrich Rohrer W 3:2 (6:3,6:4,4:6,3:6,6:3)        | Henning Müller W 3:0 (6:2,7:5,6:2)                     | Runar Granholm W 3:0 (6:2,6:0,6:2)          | Jean Borotra P 0:3 (1:6,3:6,1:6)             | NQ                                               | NQ                                                     | NQ                                                  | NQ      |
| Singiel (m) | John Brian Gilbert                    | Aleksandar Đurđenski W 3:1 (8:6,6:1,2:6,6:2)        | Gerard Leembruggen W 3:0 (6:1,12:10,6:1)               | James Bayley P 0:3 (5:7,7:9,1:6)            | John Brian Gilbert P 1:3 (8:10,6:2,9:11,2:6) | NQ                                               | NQ                                                     | NQ                                                  | NQ      |
| Singiel (m) | Max Woosnam                           | BYE                                                 | Bjørn Thalbitzer W 3:0 (6:1,6:1,6:2)                   | Patrick Spence P 2:3 (6:4,8:10,3:6,6:3,3:6) | NQ                                           | NQ                                               | NQ                                                     | NQ                                                  | NQ      |
| debel (m)   | Leslie Godfree Max Woosnam            | Ernst Gottlieb Friedrich Rohrer P 0:3 (3:6,4:6,2:6) | NQ                                                     | NQ                                          | N/A                                          | NQ                                               | NQ                                                     | NQ                                                  | NQ      |
| debel (m)   | Algernon Kingscote John Wheatley      | José Alonso Manuel Alonso P 0:3 (4:6,3:6,1:6)       | NQ                                                     | NQ                                          | N/A                                          | NQ                                               | NQ                                                     | NQ                                                  | NQ      |
| singiel (k) | Kathleen McKane                       | BYE                                                 | Anne de Borman W 2:0 (6:0,6:2)                         | Sigrid Fick W 2:0 (6:1,6:1)                 | N/A                                          | Marion Jessup W 2:0 (6:2,6:0)                    | Julie Vlasto P 1:2 (6:0,5:7,1:6)                       | Germaine Golding W 2:1 (5:7,6:3,6:0)                | brąz    |
| singiel (k) | Dorothy Shepherd-Barron               | BYE                                                 | Marie Storms W 2:0 (6:1,6:1)                           | Rosetta Gagliardi W 2:0 (6:1,6:0)           | N/A                                          | Julie Vlasto P 0:2 (4:6,2:6)                     | NQ                                                     | NQ                                                  | NQ      |
| singiel (k) | Phyllis Covell                        | Mary Wallis W 2:1 (3:6,6:0,6:2)                     | Ilona Várady-Péter W 2:0 (6:1,6:3)                     | Germaine Golding P 1:2 (3:6,6:3,2:6)        | N/A                                          | NQ                                               | NQ                                                     | NQ                                                  | NQ      |
| singiel (k) | Phyllis Satterthwaite                 | BYE                                                 | wolny los                                              | Helen Wills Moody P 0:2 (1:6,1:6)           | N/A                                          | NQ                                               | NQ                                                     | NQ                                                  | NQ      |
| debel (k)   | Dorothy Shepherd-Barron Evelyn Colyer | BYE                                                 | Wolny los                                              | N/A                                         | N/A                                          | Germaine Golding Jeanne Vaussard W 2:0 (6:2,6:2) | Helen Wills Moody Hazel Wightman P 1:2 (3:6,6:1,5:7)   | Marguerite Billout Yvonne Bourgeois W 2:0 (6:1,6:2) | brąz    |
| debel (k)   | Phyllis Covell Kathleen McKane        | Marion Jessup Eleanor Goss W 2:0 (6:1,6:2)          | Anne de Borman Marie Storms W 2:0 (6:1,6:2)            | N/A                                         | N/A                                          | Sigrid Fick Lily von Essen W 2:0 (6:2,6:3)       | Marguerite Billout Yvonne Bourgeois W 2:0 (6:2,6:2)    | Helen Wills Moody Hazel Wightman P 0:2 (5:7,6:8)    | srebro  |
| mikst       | Kathleen McKane John Brian Gilbert    | BYE                                                 | Giulia Perelli Umberto De Morpurgo W 2:1 (9:7,1:6,7:5) | N/A                                         | N/A                                          | Mary Wallis Edwin McCrea W 2:0 (6:1,7:5)         | Hazel Wightman Richard N. Williams P 1:2 (6:2,6:8,1:6) | Cornelia Bouman Hendrik Timmer P 0:2 (w/o)          | .       |
| mikst       | Phyllis Covell Leslie Godfree         | Rebecca Blair-White William Ireland W 2:0 (6:2,6:4) | Helena Contostavlos Pantelis Papadopoulos W 2:0 (w/o)  | N/A                                         | N/A                                          | Cornelia Bouman Hendrik Timmer P 0:2 (1:6,5:7)   | NQ                                                     | NQ                                                  | NQ      |

### Wioślarstwo
| Konkurencja           | Zawodnik | Półfinał | Półfinał | Repasaż | Repasaż | Finał  | Finał | Pozycja |
| Konkurencja           | Zawodnik | Czas     | M.       | Czas    | M.      | Czas   | M.    | Pozycja |
| --------------------- | --- | -------- | -------- | ------- | ------- | ------ | ----- | ------- |
| Jedynka               | Jack Beresford | b.d      | 2.       | 8:00,4  | 1.      | 7:49,2 | 1.    | złoto   |
| Dwójka bez sternika   | Gordon Killick Cyril Southgate                                                                                            | 10:10,8  | 2.       | b.d     | 1.      | DNS    | DNS   | -       |
| Czwórka bez sternika  | Charles Eley James MacNabb Robert Morrison Terence Sanders                                                                | 6:43,0   | 1.       | N/A     | N/A     | 7:08,6 | 1.    | złoto   |
| Czwórka ze sternikiem | Harry Barnsley Victor Bovington Bernard Croucher Thomas Monk John Townend                                                 | b.d      | 2.       | b.d     | 2.      | NQ     | NQ    | NQ      |
| ósemka                | Reginald Bare Edward Chandler Horace Debenham Hugh Dulley Ian Fairbairn John Godwin Arthur Long Harold Morphy Charles Rew | 6:04,0   | 1.       | N/A     | N/A     | b.d    | 4.    | 4.      |

### Zapasy
| Konkurencja                | Zawodnik         | 1/16 finału      | 1/8 finału         | Ćwierćfinał          | Półfinał                            | Finał             | Miejsce |
| Konkurencja                | Zawodnik         | Przeciwnik Wynik | Przeciwnik Wynik   | Przeciwnik Wynik     | Przeciwnik Wynik                    | Przeciwnik Wynik  | Miejsce |
| -------------------------- | ---------------- | ---------------- | ------------------ | -------------------- | ----------------------------------- | ----------------- | ------- |
| styl wolny waga kogucia    | Harry Darby      | N/A              | Piero Tordera W    | Kustaa Pihlajamäki p | Kaarlo Mäkinen p                    | NQ                | NQ      |
| styl wolny waga kogucia    | Bert Sansum      | N/A              | Jim Trifunov W     | Kaarlo Mäkinen p     | Gaston Ducayla p                    | NQ                | NQ      |
| styl wolny waga piórkowa   | George MacKenzie | N/A              | Aage Torgensen p   | NQ                   | NQ                                  | NQ                | NQ      |
| styl wolny waga piórkowa   | George Stott     | N/A              | Claude Angelo p    | NQ                   | NQ                                  | NQ                | NQ      |
| styl wolny waga lekka      | George Gardiner  | N/A              | Osvald Käpp W      | Édouard Belet W      | Volmar Wikström p Ernest Jourdain W | Arvo Haavisto p   | 4.      |
| styl wolny waga lekka      | Ernest Bacon     | N/A              | Édouard Belet p    | NQ                   | NQ                                  | NQ                | NQ      |
| styl wolny waga półśrednia | Edgar Bacon      | N/A              | N/A                | Donald Stockton P    | NQ                                  | NQ                | NQ      |
| styl wolny waga półśrednia | John Davis       | N/A              | Fridolf Lundsten W | Guy Lookabough p     | William Johnson p                   | NQ                | NQ      |
| styl wolny waga średnia    | Bernard Rowe     | N/A              | Emile Tognetti p   | NQ                   | NQ                                  | NQ                | NQ      |
| styl wolny waga średnia    | Noel Rhys        | N/A              | N/A                | Carl Nilsson W       | Fritz Hagmann p Pierre Ollivier p   | NQ                | NQ      |
| styl wolny waga półciężka  | Walter Wilson    | N/A              | John Spellman p    | NQ                   | George Rumpel p                     | Rudolf Svensson p | -       |
| styl wolny waga półciężka  | Victor Lay       | N/A              | Iisak Mylläri p    | NQ                   | NQ                                  | NQ                | NQ      |
| styl wolny waga ciężka     | Albert Sangwine  | N/A              | Johan Richthoff p  | NQ                   | NQ                                  | NQ                | NQ      |
| styl wolny waga ciężka     | Andrew McDonald  | N/A              | N/A                | Harry Steel p        | NQ                                  | Henri Wernli p    | [ 13 ]  |

### Żeglarstwo
| Zawodnik                                                         | Konkurencja        | Eliminacje       | Eliminacje        | Eliminacje         | Półfinały        | Półfinały         | Punkty | Finałowa pozycja |
| Zawodnik                                                         | Konkurencja        | Wyścig I miejsce | Wyścig II miejsce | Wyścig III miejsce | Wyścig I miejsce | Wyścig II miejsce | Punkty | Finałowa pozycja |
| ---------------------------------------------------------------- | ------------------ | ---------------- | ----------------- | ------------------ | ---------------- | ----------------- | ------ | ---------------- |
| Gordon Fowler                                                    | monotyp olimpijski | 4.               | 2.                | N/A                | 6.               | 6.                | 12     | 7.               |
| Ernest Roney Gordon Fowler Edwin Jacob Thomas Riggs Walter Riggs | klasa 8 metrów     | 3.               | 1.                | 3.                 | 2.               | 3.                | 7      | srebro           |